# Ulice

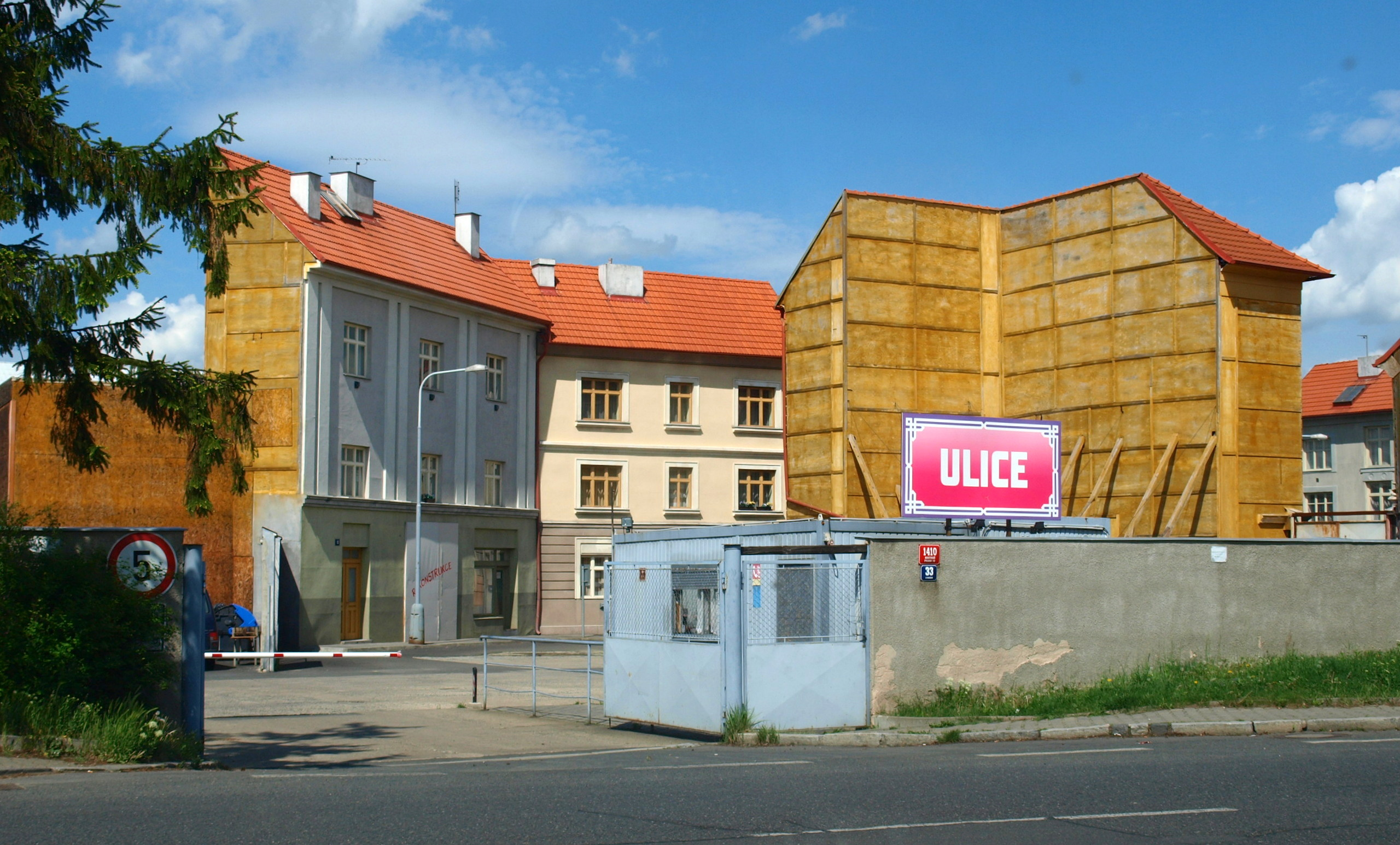
Ulice, Kulissen (2015)

Ulice (tschechisch für Straße) ist eine tschechische Fernsehserie. Die Serie ist die erste in Tschechien produzierte umfangreiche, täglich ausgestrahlte Seifenoper und spielt in einer fiktiven Straße im Großraum Prag. Sie läuft seit 2005 bei TV Nova und ist vergleichbar mit der deutschen Serie Lindenstraße.

## Handlung
Die Serie zeigt das Leben und die Alltagsprobleme der Familien Farský, Jordán, Boháč, Nikl und Liška sowie weiterer Personen in Prag.

## Produktion
Regie führten bisher u. a. Dušan Klein (10 Folgen, 2005), Otakar Kosek (10 Folgen, 2005), Milan Ruzicka (10 Folgen, 2005), Juraj Deák (9 Folgen, 2005), Miroslav Sobota (3 Folgen, 2005) und Ondřej Kepka. Produzent war Daniel Severa und die künstlerische Leitung lag bei Juraj Deák, Otakar Kosek und Milan Ruzicka.

## Besetzung
Als Schauspieler haben bisher unter anderen Rudolf Hrušínský junior, Tereza Brodská, Michaela Badinková, Dan Brown, Pavel Kříž, Ilona Svobodová, Jana Sováková, Jana Birgusová, Hana Maciuchová, Radoslav Brzobohatý, Markéta Tanner, Jaroslava Obermaierová, Václav Svoboda, Ondrej Pavelka, Alena Vránová, Anna Fixová, Michaela Maurerová, Jana Bernásková, Vanda Hybnerová und Kristýna Hrušínská mitgewirkt (alle jeweils 20 Folgen oder mehr).